# 畠中愛
畠中 愛（はたなか まな）は、日本の女性声優。兵庫県出身。身長154cm。合同会社サイバラックスに所属。

## 人物
青二塾出身。2020年3月までは三木プロダクションに在籍していた。その後、フリーランスを経て2023年に合同会社サイバラックスに所属。主にゲームや吹き替えの声優として活躍している。
カードゲームを趣味としており、特に「マジック：ザ・ギャザリング」や「ロルカナ」を好む。積極的に大会に参加したり、イベントの主催やゲストを務める。
趣味はゲーム制作・企画。「自分の代表作が欲しい！」との願望から声優活動の傍、クリエイティブ集団「SOLDIER STORAGE」で企画・イラストレーターとしてゲーム制作に携わる。2023年より合同会社サイバラックスでクリエイターとしても活躍中。

## 出演[3]

### テレビアニメ
- クレヨンしんちゃん（幼児B）

### ゲーム
- 妖怪百姫たん!(天竺徳兵衛、燭陰)
- 感染×少女(若臣カイ、甲羅戯乳華）
- PRINCESS NIGHT（カグヤヒメノミコト）
- Faye/Sleepwalker（フェイ ※主人公）
- ギョ～転！ガッポリすし極（おかみ、寿司ネタ）
- 東方ダンマクカグラ
- もしかして？おばけの射的屋 for Nintendo Switch
- ポップスリンガーVol.2「ラブレス」（リア）
- ポップスリンガーフルボイス エディション（リア）

### 吹き替え

#### 海外ドラマ
- アンビリーバブル　たった1つの真実
- パニッシャー
- キングダム （トギ 他）
- マーベラス・ミセス・メイゼル（ジンジャー 他）

#### 海外アニメ
- アバター 伝説の少年アン（ショージ）
- ちびっこバスタヨ（ドゥリ）
- マーベル スパイダーマン

### ナレーション
- かわさきFM オンリーラグーンとハニースパイスのラヂオすなわちラジオ
- 「 わたしの温度」紹介アニメーション
- さんすう思考力アプリ体験
- 令和7年度版教科書 中学校『美術1』『美術2・3』 キャラクターナレーション（先生）
- 大阪総合行政ポータル『my door OSAKA』紹介ムービー
- 岐阜県多治見市『第22回 多治見の「き」業展』プロモーションムービー
- 教育開発出版『Learn＆Pace（ラナペ！）』 コンセプトムービー
- その他複数の教育系コンテンツに出演

### ボイスドラマ
- Sister～運命のイストワール～（ウェリーネ）
- イケジョ！～猛き乙女の梁山泊～（トッコ）
- イケジョ！～猛き乙女とどうかしているバスレク～（トッコ）
- 筆マッスル（流子）

### 舞台
- リーディングパフォーマンス　「星降る夜に」　（演出：水木なおき）
- 劇団Patch Stage 「白浪クインテット」（脚本・演出：末満健一）
- 演劇集団ザ・ブロードキャストショウ 「ダブリンの鐘つきカビ人間」(演出：鈴木健之亮)
- 「The Last Spirits of Swords」(演出：鈴木健之亮)
- 伊藤えん魔プロデュース 「ＣＨＥＳＳ」(作・演出：伊藤えん魔)
- 月額PATCH 「クリスマスだヨ！森ノ宮に全員集合」
- ダンスパフォーマンス劇 「夢から醒めたシンデレラ」(演出：たかはしみほ)
- エムトエス朗読劇 「駅」「学校」「Ｃｏｌｏｒ！」
- 2.2次元舞台DomixモーションコミックLIVE 8「咲也此ノ花」（主演：アシュリ）

### Youtube
- #コンパスの魅力を伝えよう！【コンパスエンジョイ部3 】　ゲスト:ドズル＆畠中愛&けーずし（ゲスト出演）
- 東京MTGオンラインブース（ゲスト出演）
- 晴れる屋 MTG（ゲスト出演）
- 講談社クリエイターズラボ Amazing Indie Games（ゲスト出演）
- #コンパスフェス 7th Anniversary〜オンラインツアー〜（MC）
- #コンパスフェス 8th Anniversary〜オンラインツアー〜（MC）

### ラジオ
- FM-FUJI「藤井アユ美のあゆゆ♡カフェ」ゲスト
- FMいずも他「なうい洋一のコミカル症候群」

### 顔出し
- 「SIMICOM」５月号　モデル
- 人気声優200人が本気で選んだ！声優総選挙3時間SP
- MBCテレビ「てゲてゲーミング」#48 東京ゲームショウ2019

### その他コンテンツ
- ゲームクリエイター甲子園2021 発表授賞式（特別賞審査員）
- ゲームクリエイター甲子園2022 発表授賞式（特別賞審査員）
- 軍艦島デジタルミュージアム『立体シアター』（複数キャラ）
- ウェルプレイドリーグ公式イメージキャラクター（白渚）
- アニメ『Warmth in a Puddle』
- アニマルカードゲーム（PVキャラクターボイス）
- 東京書籍『みんなにもっとNIMOT!』(キャラクターボイス)

## イベント
- マジック：ザ・ギャザリング/初心者歓迎イベント（主催）
- マジック：ザ・ギャザリング/ブレイカーズコネクト（主催）
- マジック：ザ・ギャザリング/エンジョイ・マジック（主催）
- マジック：ザ・ギャザリング公式イベント「コマンドフェスト・大阪2023」(スペシャルゲスト)
- アルカナMTGフェス2024冬（スペシャルゲスト）
- #コンパスフェス 7th Anniversary〜オンラインツアー〜（MC）
- コマンダーサミットin長野（特別ゲスト）
- コマンドフェスト2024（特別ゲスト）
- アルカナMTGフェス 金沢（スペシャルゲスト）
- #コンパスSTARバトル7月シーズン大会（MC）
- #コンパス夏フェス in愛知（MC）
- #コンパス秋フェス in京都（MC）
- #コンパスフェス 8th Anniversary〜オンラインツアー〜（MC）
- プレイヤーズコンベンション千葉2025（レクチャーイベント応援サポーター）
- マジック・スポットライト：FINAL FANTASY（レクチャーイベント応援サポーター）
- #コンパス街キャラバン2025大阪（MC）

## 作品
- PRINCESS NIGHT(企画・デザイン)
- プロジェクトSister